# Sundtjärnen (Björna socken, Ångermanland)
Sundtjärnen är en sjö i Örnsköldsviks kommun i Ångermanland och ingår i Gideälvens huvudavrinningsområde. Sjön har en area på 0,104 kvadratkilometer och ligger 240,2 meter över havet.

## Delavrinningsområde
Sundtjärnen ingår i det delavrinningsområde (709219-162737) som SMHI kallar för Utloppet av Sundtjärnen. Medelhöjden är 252 meter över havet och ytan är 0,6 kvadratkilometer. Det finns inga avrinningsområden uppströms utan avrinningsområdet är högsta punkten. Vattendraget som avvattnar avrinningsområdet har biflödesordning 2, vilket innebär att vattnet flödar genom totalt 2 vattendrag innan det når havet efter 99 kilometer. Avrinningsområdet består mestadels av skog (83 procent). Avrinningsområdet har 0,1 kvadratkilometer vattenytor vilket ger det en sjöprocent på 17,2 procent.